# Florêncio José Ferreira Coutinho
Florêncio José Ferreira Coutinho (Arraial do Inficcionado, C.1750 – Vila Rica, 10 de junho de 1819) Foi militar, músico, cantor e compositor de música colonial barroca no Século XVIII.

## Biografia
Florêncio José Ferreira Coutinho nasceu em c.1750 na Capitania das Minas Gerais, na região da Serra do Caraça, freguesia de Mariana, mais precisamente no Arraial do Inficcionado, hoje a cidade de Santa Rita Durão. Segundo o historiador Diogo de Vasconcelos, Inficcionado (ou Inficionado) era o nome dos lugares onde as lavras de mineração eram assaltadas com freqüência. Já o poeta Frei Santa Rita Durão afirma que o lugar levou esse nome pela má qualidade do ouro que ali foi encontrado na virada do século XVII para o XVIII.
Florêncio era pardo e livre, mas de sua família pouco se sabe. Seu nome “Ferreira” certamente veio de seu pai e possivelmente “Coutinho” de sua mãe, visto que seus descendentes apenas carregaram o patronímico “Ferreira”. Florêncio José tinha um irmão, Gregório Ferreira Coutinho, 14 anos mais jovem que Florêncio, nascido em 1764. Embora com muito menos expressão que o irmão, Gregório também foi músico militar em Vila Rica tendo iniciado sua carreira em tenra idade aos 11 anos em 1775, exercendo-a até cumprir 36 anos em 1800, mas tendo tocado apenas na Ordem 3a-Irmandade de São Francisco de Paula e na Confraria de São José. De seu irmão Gregório, Florêncio teve também um sobrinho, Tristão José Ferreira, nascido em Resende em c.1793 que, como o tio, viria a tornar-se compositor, professor e maestro de renome.
Florêncio José Ferreira Coutinho ingressou na carreira militar muito jovem e também cedo iniciou-se na música. Militar ativo, informa-nos sobre as “viagens de conquistas” das quais teria participado, em ações contra negros aquilombados e índios ainda não submissos à coroa, principalmente contra os Botocudo, cujo território situava-se entre o Vale do Rio Doce e a Vila do Príncipe, mostrando-nos que os intelectuais da época também conviviam com a violência das guerras. Em carta que escreveu à Rainha D. Maria I solicitando sua confirmação no posto de timbaleiro, Ferreira Coutinho deixa isso claro: “...lhe foi perciso viajar em diversas jornadas q’ fez, jà à Serra Diamantina, jà às novas conquistas dos Indios, e outros descobrimentos”. Como bem diz o Prof. Ricciardi, este é um retrato das contradições típicas do ciclo do ouro, onde a civilização e a barbárie postavam-se lado a dado na vida cotidiana dos mineiros. Ferreira Coutinho que era compositor de música erudita, para vencer seu mísero soldo, participava diretamente em guerras de massacres aos nativos. Como músico militar, aos 24 anos de idade ocupou vários cargos que incluíram o de ajustador, trompista, trombeteiro e timbaleiro do Regimento de Cavalaria Regular junto aos Dragões de Vila Rica.

### Música
Florêncio José Ferreira Coutinho teve, entretanto, carreira mais importante como músico nas irmandades de Vila Rica, e aqui cabe uma nota explicativa. Em 1759, por ordem do Marquês de Pombal, os Jesuítas e demais ordens religiosas foram expulsos do reino de Portugal e colônias. Este fato transferiu a responsabilidade de toda a atividade religiosa para as organizações de leigos: as irmandades, que eram associações em torno de um Santo, organizadas de acordo com a cor dos seus integrantes: irmandades dos homens pretos, dos homens pardos e dos brancos, em uma clara demonstração do preconceito racial da época. A Irmandade de Santa Cecília, padroeira dos músicos, foi fundada em Vila Rica em 1749, com sede na Igreja Matriz do Pilar. Seus estatutos foram aprovados pela Diocese e confirmados pelo rei em 1761. Os músicos desta participavam também da Irmandade de São José dos Bem-Casados, uma irmandade de pardos, o que mostra ser a música uma atividade de pardos livres que ocupavam uma posição modesta na sociedade, ao lado dos demais artesãos. A Irmandade dos Músicos foi também instalada em Mariana em 1749, mas não vingou. Em São João d"El Rey, os músicos pertenciam à Irmandade de N. Sra. da Boa Morte, até a fundação da de Sta. Cecília, em 1829. Os músicos de Sabará pertenciam à Irmandade de Sta. Cecília de Vila Rica.
As festas religiosas oficiais eram sempre acompanhadas de música. Promovidas pelos "Senados das Câmaras" (assembleias) das respectivas vilas, eram colocadas em "arrematação", vencendo quem oferecesse o menor preço. No caso da música, o diretor do conjunto musical apresentava uma lista de instrumentistas e cantores, dos quais era o "arrematante", devendo fornecer garantias e assinar um "termo de arrematação" em cartório. As festas oficiais do reino para as quais havia encomendas, eram: Festa da procissão de Corpus Christi; Festa do Anjo Custódio (anjo da guarda) do Reino; Festa da Visitação de Santa Isabel; Festa de S. Francisco de Borja, padroeiro do Reino; Festa do Patrocínio de Nossa Senhora e a Festa de N. Sra. da Conceição, padroeira do Reino.
Além destas, as Irmandades promoviam a Semana Santa em todas as vilas, a Festa do Divino Espírito Santo, realizada desde 1711 em Sabará, as "Razoras" ou "Razoulas" (procissões em torno das igrejas), também em Sabará, promovidas pela Irmandade da Ordem Terceira do Carmo e a "Encomendação das Almas" e os "Cânticos da Verônica", em São José d"El Rey (Tiradentes). Finalmente, além deste calendário, eram comemorados com música os nascimentos, casamentos, posses, etc. na família Real. Alguns exemplos destas festividades avulsas podem incluir a Festa dos Desposórios do Infante (1786), em comemoração ao casamento de D. João e D. Carlota Joaquina; os Funerais de D. Pedro III (1787) e o Te Deum pelo Malogro da Inconfidência Mineira (1792), por ocasião da chegada do corpo de Tiradentes a Vila Rica. Destas festas participaram músicos como Ignácio Parreiras Neves, Florêncio José Ferreira Coutinho e Marcos Coelho Neto.
Ferreira Coutinho desde 1770 pertencia à fraternidade Irmandade de São José dos Homens Pardos em sua cidade natal. Ele também foi membro e trabalhou na Ordem Terceira de São Francisco dos mínimos de Paula desde 1811, era associado às Ordem Terceira do Carmo, Confraria Santa Cecília e Confraria de São José. Ainda como músico (cantor e compositor) atuou nas mais diversas funções religiosas, tanto nas principais irmandades como a da Mercês de Cima - Irmandade de Nossa Senhora das Mercês e Misericórdia, Ordem Terceira de São Francisco de Paula, Mercês de Baixo - Irmandade de Nossa Senhora das Mercês e Perdões, Irmandade de Nossa Senhora do Rosário dos Pretos do Caquende, como para o Senado da Câmara de Vila Rica. Além disso, atuava na Casa da Ópera de Vila Rica do Ouro Preto, não só como cantor (baixo), mas também como compositor, organista, maestro e trompetista.
Nos anos de 1807 e 1808, Florêncio foi convidado por Francisco de Mello Rodrigues, soldado músico do mesmo regimento que ele, para cantar nas festas anuais da Ordem Terceira do Carmo. Como pagamento, receberia 10 oitavas de ouro, “preço comum que sempre se costuma pagar às vozes que cantavam no dito partido”, no entanto recebeu apenas cinco oitavas. O tal Francisco convidou também o contralto João Alves de Souza prometendo o mesmo pagamento, porém não honrou o compromisso. João Alves, este último, por estar necessitado de dinheiro, pediu um empréstimo a Florêncio no valor que lhe era devido: as 10 oitavas de ouro. Florêncio José então assume esse crédito e passa a cobrar de Francisco de Mello Rodrigues um total de 15 oitavas. Francisco solicita a prorrogação do pagamento da dívida até a liberação dos seus soldos no Regimento, adicionando que assumiria o pagamento das custas, mas também não a cumpriu e foi para o Rio de Janeiro. Em 26 de junho de 1810, Florêncio entra com um libelo pelo pagamento da dívida que João Alves se recusava pagar. Por isso foram inquiridas testemunhas a favor de Florêncio e, segundo as mesmas, Florêncio era músico de profissão, trombeta mor do Regimento de Cavalaria de Linha em Vila Rica e cantava com voz de baixo. Os testemunhos deixaram claro que Florêncio tinha razão e Francisco foi condenado.

### Casamentos e Filhos
Florêncio José Ferreira Coutinho provavelmente sempre viveu em Vila Rica. Havia sido casado com Francisca Ferreira de Sá, filha do Almotacé das Execuções (inspetor do mercado) Manual Ferreira de Sá. Sua mulher havia herdado do pai “uma morada de casas de sobrado, cobertas de telhas”, na Rua do Bonfim, paróquia do Pilar. No ano de 1804 residiam nessa casa, Florêncio então com 53 anos e Francisca com 45 anos de idade mais um agregado João Damasceno de 5 anos, servidos por um casal de escravos. 
Com o falecimento de Francisca naquela mesmo ano a casa passou para o viúvo. Florêncio casou novamente, com a parda Maria Rosa Leite da Silva, filha de Rosa Maria Fernandes e do Capitão do Terço dos Pardos Antonio Leite da Silva, mas também não teve filhos desta união. Florêncio teve duas filhas naturais, isto é, fruto de união ilegítima: Francisca Romana Ferreira e Felisbina Josefa Ferreira. Não é verdade, embora existam afirmações em contrário, que Florêncio se casou com Micaela dos Anjos Gonçalves Lima, mulher que as criava as meninas e que, segundo dizem, era a mãe das mesmas. Entretanto, numa forte indicação de que tais rumores eram verdadeiros, antes de morrer Florêncio José doou às três, a casa na Rua do Bonfim.

### Morte e Legado
Florêncio faleceu em 10 de junho de 1819 sem fazer testamento oficial e seus papéis de música foram alvo de uma disputa judicial. Sobre seu falecimento há várias documentações na Irmandade São José dos Homens Pardos e na Ordem Terceira dos Mínimos de São Francisco de Paula. Foi documentada como tendo sido em 10 de junho de 1820 pela primeira e em 13 de junho de 1819 pela segunda. Como em 22 de abril de 1820 foi aberto o “Inventário dos bens e órfãos que ficaram por falecimento do finado”, percebe-se que a Irmandade de São José registrou de forma incorreta o ano de seu falecimento. Entretanto, um documento dos irmãos da Fraternidade Irmãos da Confraria de Santa Cecília confirmou a sua morte em 10 de junho de 1819.[1] Em 29 de novembro de 1815, pouco tempo antes de sua morte, tornou-se um dos quarenta músicos de Vila Rica filiados à Irmandade de Santa Cecília, com o título de “Professor da Arte da Música” (Monteiro, 1997).
Florêncio José havia pedido informalmente que João José de Araújo fosse seu testamenteiro. Em 1820 João José moveu um libelo cível de execução contra Francisca Romana e Felisbina Ferreira para pagamento de uma dívida de 57$537 réis resultante dos gastos do funeral de seu pai Florêncio José Ferreira Coutinho. Dessa dívida só foi quitada a importância de 17$750 réis. O autor havia ficado com bens que importavam naquele valor que eram “sessenta e oito oitavas de prata alva, um capote velho, um par de pistolas, uma rabeca e quatro voltas de trompa”. O curador das herdeiras contrariou o autor alegando que nada deviam por João José de Araújo teria ficado como toda a música, papéis e clarezas pertencentes a Florêncio, exigindo então sua devolução porque as músicas e papéis valeriam muito mais do que a quantia devida. Por sua vez João José alegou que as músicas foram doadas a ele por Florêncio ainda em vida, sendo consideradas como coisas inúteis. Para evitar questões as músicas foram depositadas em juízo para serem avaliadas[2]. Foram então convocados professores da arte da música Antônio Angelo da Costa Melo e o capitão Manuel da Assunção Cruz para fazerem a avaliação das ditas grades de solfas. Os avaliadores eram íntimos do autor da ação João José de Araújo, que havia afiançado uma dívida de Manuel da Assunção e sido testemunha no testamento de Antônio Angelo. Todos os músicos citados, inclusive o próprio Florêncio, estavam nas mesmas associações religiosas, inclusive na recém criada confraria de Santa Cecília. Portanto não seria estranho o desfecho dessa ação, e toda aquela imensa quantidade de música foi considerada pelos avaliadores “sem valor ou merecimento algum” e as herdeiras foram condenadas a pagar a dívida. O processo então se desmembra e foi feita a penhora da casa das herdeiras que pertencera a Florêncio. Micaela dos Anjos Gonçalves Lima alegou que tinha um documento que provava a doação da casa e junta-o ao processo[3]. E em virtude da casa estar danificada teria comprado a parte das outras herdeiras consertando-a e passando a alugá-la. João José contraria o embargo e diz que a compra e venda das casas foi um arranjo para evitar o pagamento da dívida já que as herdeiras eram menores e não se poderiam vender os bens da herança. A casa na rua do Bonfim número 421 foi penhorada e Micaela recorre ao Tribunal Superior da Casa da Suplicação da Corte do Rio de Janeiro. Daí em diante não temos registro do desfecho. Graças a este libelo, que incluiu a “Lista Geral das Músicas do falecido Florêncio José Ferreira Coutinho que me mandou trazer Micaela dos Anjos por Manoel Antônio do Sacramento” juntada ao processo em 8 de janeiro de 1821[4], podemos hoje ter uma relação de 153 obras de Florêncio José Ferreira Coutinho, se não completa ao menos bastante informativa.

## Delator da Inconfidência Mineira
Na História do Brasil, Florêncio José Ferreira Coutinho ficou conhecido como um dos delatores dos inconfidentes Salvador Carvalho do Amaral Gurgel e Joaquim José da Silva Xavier - o “Tiradentes”, ambos seus colegas de farda no Regimento de Cavalaria de Vila Rica, por ocasião do levante denominado “Inconfidência Mineira”.
Conforme podemos encontrar no texto do Prof. Ricciardi, a 15 de abril de 1790, Florêncio José Ferreira Coutinho fora ouvido como 68a testemunha nos Autos de Devassa, quando se investigava a ação dos revolucionários republicanos que pretendiam a independência do Brasil:
''...disse que o que somente sabe a esse respeito é que achando-se no ano de mil e setecentos e oitenta e nove em princípio da sua moléstia, foi procurar no dia três de maio a um praticante de cirurgia, por nome Salvador Gurgel do Amaral, para ver e dar-lhe algum remédio; e, nesta ocasião, depois de haverem praticado a respeito da enfermidade, lhe contou o dito Gurgel, que tinha pretendido ser Ajudante do Cirurgião-Mor do Regimento mas que o não havia conseguido, porém que cedo tudo isto havia de levar volta. E perguntando-lhe ele testemunha que vinha a dizer naquilo? lhe respondeu o dito Amaral que estava para haver um levante na Capitania, e que já não podiam sofrer [pela ação de] tantos poderosos, como para cá vinham todos os anos. Do que escandalizado, ele testemunha o repreendeu de falar em tal, e se foi logo embora. Passado porém um mês com pouca diferença o veio visitar o dito Amaral, e em conversa lhe disse se se lembrava do que lhe tinha dito, e tornando-lhe que sim, acrescentou: - “De boa escapei; lá está já o Alferes Joaquim José da Silva Xavier, o dito “Tiradentes” na casa forte do Rio; veja se eu lhe dou a carta que ele me pedia; que tal me punha? Ao que acudiu ele, testemunha, atalhando a conversação sobre semelhante objeto. E logo depois que se retirou, apesar de sua moléstia que o impedia de sair, deu parte de tudo a Sua Excelência por uma carta que era exatamente do mesmo teor da cópia que neste ato se lhe apresentou, e se acha junto à Devassa; e mais não disse, nem aos costumes (ADIM I, p. 312-313).
Antes disto, portanto, Florêncio José Ferreira Coutinho já havia escrito uma Carta-denúncia ao Visconde de Barbacena, então governador e capitão geral da Capitania de Minas Gerais:
''Ilmo. e Exmo. Senhor
Desde os fins de abril tenho estado molesto e há um mês que me acho recaído de cama com uma crespatura e quase aleijado do quarto esquerdo. Esta a razão por que tomo a confiança de ir aos pés de V. Exa. por este meio.
2 – Há tempos que me expôs um praticante de cirurgia, Salvador de tal Gurgel, que o Alf. Joaquim José ia ao Rio de Janeiro tratar de uma sublevação; e que ele pedira uma carta para um amigo. Porém que não lhe dera. E vindo visitar-me quarta-feira, 10 do corrente, em razão de morar nesta vizinhança, ratificou-me outra vez, e que estar o dito preso, era a causa de se ter descoberto.
3 – Nunca, meu Senhor, acreditei neste dizer, porque me pareceu sempre cousa de brinco. Hoje, porém, vejo o estado destas cousas e, como fiel vassalo, me denuncio a V. Exa. desta ciência que tive – e de o não fazer mais cedo, foi a minha moléstia a causa.
4 – V. Exa., como Senhor, e que faz nesta Capitania as vezes da Soberana, me haja de relevar a minha falta – que não foi de vontade, mas sim de entendimento, e estar privado de ir aos pés de V. Exa. – o que farei em me achando livre da moléstia.
Deus guarde a V. Exa, por muitos anos. Beija as mãos a V. Exa. o mais humilde súdito e fiel escrevo,
Florêncio José Ferreira [Coutinho]
[Vila Rica], em 13 de junho de 1789 (ADIM II p. 459-460).'
Através de fontes como estas, extraídas dos Autos de Devassa, quando muitas testemunhas se viam obrigadas a tentar salvar a própria pele, não há como se reconstruir a história em sua totalidade, nem sequer podemos determinar se Florêncio José Ferreira Coutinho fora de fato um delator neste episódio da Conjuração Mineira ou se ele próprio procurava antes ocultar seu possível envolvimento no levante. Contudo, sua presença nos fatos que selaram a sorte de Tiradentes permanece até o último ato da Inconfidência. No dia 21 maio de 1792, ainda em Vila Rica, Florêncio José Ferreira Coutinho atuou como cantor (baixo) entre os mais de 14 músicos, entre cantores e instrumentistas, que executaram na Matriz de Nossa Senhora do Pilar, um Te Deum “em ação de graças pelo feliz sucesso de se achar desvanecida a pretendida conjuração”, enquanto a cabeça do mártir estava dependurada em frente à Câmara. 
Antes de julgarmos ou criticarmos tais atos de Florêncio José Ferreira Coutinho por esta participação marginal na delação do alferes, devemos antes considerar o rigor das leis internas então vigentes no exército português: “Todo aquelle, que for cabeça de motim, ou de traição, ou tiver parte, ou concorrer para estes delictos, ou souber que se urdem, e não delatar a tempo os agressores, será infallivelmente enforcado” (Lippe, 1764, capítulo IX dos “Artigos de Guerra”, artigo XV, p. 171).

## Familiares
Gregório Ferreira Coutinho - Irmão - Militar, Músico e Regente (Vila Rica, C.1764 – Vila Rica, 1819)
Tristão José Ferreira - Sobrinho - Militar, Músico, Compositor, Professor e Maestro (Vila Rica, MG 1793 – Resende, RJ c.1850).
Francisco de Paula Ferreira - Sobrinho neto -Músico e Compositor, Jornalista, Advogado e Deputado Provincial por São Paulo (Ouro Preto, 10 de fevereiro de 1823 – Resende, 4 de março de 1889)

## Composições
Aqui segue a transcrição diplomática da “Lista geral das músicas do falecido Florêncio José Ferreira Coutinho que me mandou trazer Micaela dos Anjos por Manoel Antônio do Sacramento”, por João José de Araújo (8 jan. 1821).
Arias Itilianas
```
[001] 1 em Partituras // Del Sigr.e Girolamo Fran.co Lima
[002] 1 d.ª de David Peres
[003] 1 d.ª Astiante o Vicei
[004] 1 d.ª Maquando eterni Dei
[005] 1 d.ª del Sigr.e Mayo
[006] 1 d.ª Diquesto [Diqunto?] pianto
[007] 1 d.ª Vincenzo Afonsi
[008] 1 d.ª Ame in lice chefa [cheta?]
[009] 1 d.ª Duo, e BaSso Luzinghera minganasti
[010] 1 d.ª Giovan Franc.co de Mayo
[011] 1 d.ª Violinos e BaSso Non sperar
[012] 1 d.ª Violinos e BaSso Nicola Picini
[013] 1 d.ª In che del alme nostre
[014] 1 d.ª Del sigr.e Sachini
[015] 1 d.ª de David Peres
[016] 1 d.ª de Baldasar Galupi
[017] 1 d.ª Amia Madre truncada
[018] 1 d.ª Tragetta
[019] 1 d.ª Coppendal
[020] 1 d.ª Sono in mar truncada
[021] 1 d.ª Com Violinos de M.el Dias truncada
[022] 1 d.ª Sem Violinos David Peres truncada
[023] 1 d.ª Duetto, de Pietro Antonio Avondano
[024] 1 d.ª Tercetto, só Violinos, Piú non si trovo truncada 
```

Muzicas Portuguezas
```
[025] 1 d.ª Novena a 4 vozes de S.ta Anna
[026] 1 d.ª de N. Snr.ª da Boa Mortte
[027] 1 d.ª de N. Snr.ª do Amparo p.r Victorino Joze toda truncada
[028] 1 d.ª Antiphona de S. Anna truncada
[029] 1 d.ª Thedeum sem Aucthor truncado
[030] 1 d.ª Memento aoito seu dono Silva truncado
[031] 1 d.ª Invitatorio da Conceiçaõ p.r Felipe Nunes truncado
[032] 1 d.ª Himno de S. Franc.co de Paulla - Plaude Turbe truncada
[033] 1 d.ª Gradual Benedicta est venerabilis
[034] 1 d.ª Gradual Filiæ Regnum truncada
[035] 1 d.ª Gradual Christus factus sem aucthor truncada
[036] 1 d.ª Gradual Letactum sum
[f.35v]
[037] 1 d.ª Gradual Deum in Cruce sem auchtor truncada
[038] 1 d.ª Rerum Deus sem auchtor truncada
[039] 1 d.ª Quoniam Domine p.r Neves
[040] 1 d.ª Lauda Jerusalem sem auchtor truncada
[041] 1 d.ª NiSsi Dominus sem auchtor truncada
[042] 1 d.ª Hymno Ave Maris Estelle sem aucthor truncada
[043] 1 d.ª Gradual Jubilate sem aucthor truncada
[044] 1 d.ª Amante supremo sem aucthor
[045] 1 d.ª Salutaris de Thome Frz. da Trind.e truncada
[046] 1 d.ª Gradual Oculi omnium sem aucthor
[047] 1 d.ª Gradual Confirmame sem aucthor truncada
[048] 1 d.ª Ladainha sem Aucthor truncada
[049] 1 d.ª Ladainha do Emerico truncada
[050] 1 d.ª Ladainha sem Aucthor truncada
[051] 1 d.ª Ladainha sem aucthor truncada
[052] 1 d.ª Ladainha sem aucthor truncada
[053] 1 d.ª Ladainha de Thome Vieira da Trind.e truncada
[054] 1 d.ª Ladainha aoito p.r Florencio J.e Ferr.ª truncada
[055] 1 d.ª MiSsa sem aucthor truncada
[056] 1 d.ª MiSsa sem aucthor truncada
[057] 1 d.ª MiSsa sem aucthor truncada
[058] 1 d.ª MiSsa sem aucthor da truncada
[059] 1 d.ª MiSsa de Pedro Guilherme truncada
[060] 1 d.ª MiSsa sem aucthor truncada
[061] 1 d.ª MiSsa a 5 Terceira de Feo truncada
[062] 1 d.ª MiSsa sem aucthor truncada
[063] 1 d.ª Antiphona Alma Redemptoris
[064] 1 d.ª Dies illæ p.r Florencio
[065] 1 d.ª Antiphona Regina Celli
[066] 1 d.ª Siqueris p. Parreiras
[067] 1 d.ª Pangelingua
[068] 1 d.ª Surrexit Dominus
[069] 1 d.ª Heus de Bento Per.ª
[070] 1 d.ª Sepulto Domine
[071] 1 d.ª Tractus p.ª a Paixaô
[072] 1 d.ª Antiphona p.ª as trevas
[073] 1 d.ª Offertorio Dextra
[074] 1 d.ª Gradual Christus factus
[075] 1 d.ª Dominga de Ramos a quatro
[076] 1 d.ª Sabado Sancto
[077] 1 d.ª Officio de quarta feira Zellus sem aucthor
[078] 1 d.ª Officio de quinta Astiterunt sem aucthor
[079] 1 d.ª Officio de sexta Inpace sem aucthor
[f.36r]
```

Grades p.r Florencio J.e Ferr.ª
Grades
```
[080] 1 d.ª gr.e Ladainha do S.r do Bomfim
[081] 1 d.ª de Mandulino truncada
[082] 1 d.ª Resp.º Afferentur Regi
[083] 1 d.ª Ladainha de N. Senhora aquatro
[084] 1 d.ª Ladainha do Bomfim
[085] 1 d.ª de toque de Flautaõ
[086] 1 d.ª Respon.co Vidi Conjuntes Vivos truncado
[087] 1 d.ª Resp.co Angelus Dominum
[088] 1 d.ª Gradual p.ª Dom.ª de Pascoa
[089] 1 d.ª Contrasiset Habatum
[090] 1 d.ª Offertorio Terra tremuit
[091] 1 d.ª Antiphona O’ Magnum pietatis
[092] 1 d.ª Resp.co Contrasiset Habatum
[093] 1 d.ª Queri da Aspasia
[094] 1 d.ª O menino quer nanar
[095] 1 d.ª O suavis fons amoris
[096] 1 d.ª Siqueris = enam.ma grade a Nobre asemblea a 8
[097] 1 d.ª Oraculo de Amor
[098] 1 d.ª Sequeres Vida folgada
[099] 1 d.ª Alma redemptoris
[100] 1 d.ª Naó me deixes ingratta enamma Dominenelonje e Tristis est truncada
[101] 1 d.ª Veni Sancte Spiritus
[102] 1 d.ª Quasi apis
[103] 1 d.ª Gradual Constituez
[104] 1 d.ª Antiphona Salve Regina a oito Vozes
[105] 1 d.ª Antiphona Regina Celli
[106] 1 d.ª Antiphona Siqueris
[107] 1 d.ª Regem Apostolorum
[108] 1 d.ª Memento
[109] 1 d.ª Antiphona Iste Simon
[110] 1 d.ª Antiphona Flos Carmeli
[111] 1 d.ª O veneno Eis bebido
[112] 1 d.ª Antiphona Salvator mundi
[113] 1 d.ª Vamos Guerreiro
[114] 1 d.ª Antiphona Siqueris
[115] 1 d.ª Ao rogo epranto teu
[116] 1 d.ª Que lindas Cadelinhas
[f.36v]
[117] 1 d.ª O Sinto O’ magoa
[118] 1 d.ª Gradual O Justi meditabitur
[119] 1 d.ª Offertorio Afferentur Regi truncado
[120] 1 d.ª Beata es Virgo Maria
[121] 1 d.ª Ninguem desmai
[122] 1 d.ª Orminda bella
[123] 1 d.ª Piu non Sitrovano
[124] 1 d.ª Veni Sancte Spiritus entre a qual se acha o Hymno de Salve Matrona, e Anna  Parens de S.ta Anna
[125] 1 d.ª Dies illæ
[126] 1 d.ª Sem Violinos O pecador
[127] 1 d.ª dos Dous Menezes
[128] 1 d.ª Memento
[129] 1 d.ª Duetto de Pirro
[130] 1 d.ª Similabo eum
[131] 1 d.ª de Mandulino truncada
[132] 1 d.ª Eterna fe truncada
[133] 1 d.ª Ladainha de NoSsa Senhora aoito truncada
[134] 1 d.ª Surrexit Dominus truncada
[135] 1 d.ª Concerto de Mandulino truncada
[136] 1 d.ª Stato atenti miei Patroni truncada
[137] 1 d.ª das tres Naçoens
[138] 1 d.ª Memento
[139] 1 d.ª Cum descendentibus
[140] 1 d.ª Marcha
[141] 1 d.ª Logo o Pais
[142] 1 d.ª Tercetto de Pirro truncado
[143] 1 d.ª Ladainha de N. Senhora aquatro
[144] 1 d.ª Parte O’ bella
[145] 1 d.ª Virgo Mater truncada
[146] 1 d.ª O Pulchra Maria
[147] 1 d.ª Protector vita mea truncada
[148] 1 d.ª Impio Tirano
[149] 1 d.ª Resp.co de Defuntos Credo redemptor meum
[150] 1 d.ª Opera com Acto e Muzica Mundo na Lua
[151] 1 d.ª Livro de Cantuxaõ de Muzica Capa branca
[152] 1 d.ª 35 grades de Marchas Militares
[153] 1 d.ª 149 Pedaços de papel de Muzica q.´ naõ apareSsem onde sea junte p.r estar todas ellas truncada
Joáo Joze de Araujo
```